# Episodi di Summer Camp (settima stagione)
La settima stagione di Summer Camp: Learning the Ropes è in onda negli Stati Uniti dal 23 luglio 2023 al 2 agosto 2024 sul canale Disney Channel. In Italia è 2025.
|    | Titolo originale                      | Titolo italiano | Prima TV USA      | Prima TV Italia |  |
| -- | ------------------------------------- | --------------- | ----------------- | --------------- |  |
| 1  | Cursed Day of Camp                    |                 | 23 luglio 2023    | 2025            |  |
| 2  | Workaversary Girl                     |                 | 30 luglio 2023    | 2025            |  |
| 3  | Meat Cute                             |                 | 6 agosto 2023     | 2025            |  |
| 4  | An Arrow Victory                      |                 | 13 agosto 2023    | 2025            |  |
| 5  | Hot Couture                           |                 | 20 agosto 2023    | 2025            |  |
| 6  | What About Barb?                      |                 | 27 agosto 2023    | 2025            |  |
| 7  | Wastin' Away Again in Barb-aritaville |                 | 3 settembre 2023  | 2025            |  |
| 8  | Don’t Hate the Mayor, Hate the Game   |                 | 10 settembre 2023 | 2025            |  |
| 9  | Coop D'etat                           |                 | 17 settembre 2023 | 2025            |  |
| 10 | Me, Myself and A.I.                   |                 | 24 settembre 2023 | 2025            |  |
| 11 | The Glitching Hour                    |                 | 29 settembre 2023 | 2025            |  |
| 12 | Friends in Snow Places                |                 | 1º dicembre 2023  | 2025            |  |
| 13 | Yodel Recall                          |                 | 5 luglio 2024     | 2025            |  |
| 14 | Game of Throne                        |                 | 5 luglio 2024     | 2025            |  |
| 15 | Busk a Move                           |                 | 12 luglio 2024    | 2025            |  |
| 16 | Free Falls and Pickleballs            |                 | 12 luglio 2024    | 2025            |  |
| 17 | And the Kiki Goes To...               |                 | 19 luglio 2024    | 2025            |  |
| 18 | Iguana Be Best Man                    |                 | 19 luglio 2024    | 2025            |  |
| 19 | License to Cattle Drive               |                 | 26 luglio 2024    | 2025            |  |
| 20 | Cold Feet, Hot Brobblers              |                 | 26 luglio 2024    | 2025            |  |
| 21 | Slapshot to the Heart                 |                 | 2 agosto 2024     | 2025            |  |
| 22 | Happy Trails                          |                 | 2 agosto 2024     | 2025            |  |